# ابل گومز
ابل گومز (انگلیسی: Abel Gómez؛ زادهٔ ۲۰ فوریهٔ ۱۹۸۲) بازیکن فوتبال اهل اسپانیا است.
از باشگاه‌هایی که در آن بازی کرده‌است می‌توان به باشگاه فوتبال استوا بخارست، باشگاه فوتبال رئال مورسیا، باشگاه فوتبال کوردوبا، باشگاه فوتبال کادیس، باشگاه فوتبال گرانادا، و باشگاه فوتبال خرز اشاره کرد.